# Centemopsis gracilenta
Centemopsis gracilenta là loài thực vật có hoa thuộc họ Dền. Loài này được (Hiern) Schinz mô tả khoa học đầu tiên năm 1913.